# Skælingur
Skælingur è un villaggio di 13 abitanti situato sulla costa occidentale dell'isola di Streymoy, la più grande dell'arcipelago delle isole Fær Øer che sono un membro del Regno di Danimarca. Il piccolo centro abitato si trova ai piedi dell'omonima montagna che con i suoi 767 m s.l.m. È la quarta vetta, per altezza, dell'arcipelago.

## Storia
Di Skælingur si fa menzione per la prima volta in un documento scritto del 1584. Inoltre nella storia locale, questo villaggio viene ricordato per un tragico fatto risalente al 1706. In quell'anno, due fratellastri di Skælingur che avevano avuto un bambino due anni prima, vennero condannati per incesto alla pena di morte. Furono condotti a Tórshavn e qui giustiziati con la decapitazione. Quella fu l'ultima esecuzione capitale nella storia delle Isole Fær Øer.

## Collegamenti esterni

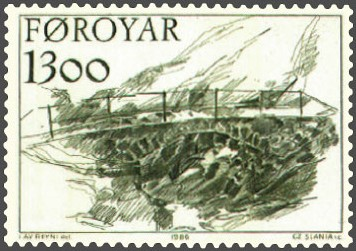
Ponte del 1908 sul rio Breiðá sulla strada per Skælingur. Disegno di Ingálvur av Reyni. Incisione di Czesław Słania